# Miquel Ensenyat Riutort
Miquel Ensenyat Riutort (Banbury, 30 d'octubre de 1969) és un polític mallorquí, diplomat en educació social i antic President del Consell Insular de Mallorca. Entre 2005 i 2015 fou batle d'Esporles pel PAS-PSM.

## Vida i activitat política
Nascut a Banbury fill de pare solleric i mare de Maria de la Salut, als dos anys es trasllada amb la família a viure a Sóller. Als 24 anys es trasllada a Esporles en començar a fer feina com a tècnic de joventut a l'ajuntament. El 2003 es presenta com a candidat del PAS-PSM a batle del poble, obtenint 4 regidors amb el 33% dels vots i quedant com a segona força sols a 100 vots del Partit Popular. El 2005, gràcies a un acord amb el PSOE, Miquel Ensenyat es converteix en batle d'Esporles mitjançant una moció de censura. A les eleccions de 2007 revalidà la batlia aconseguint ser la força més votada al poble i obtenint 5 regidors. El 2011 torna a revalidar la batlia, obtenint per primer cop la majoria absoluta amb 6 regidors dels 11 de l'ajuntament. Aquell mateix any resulta elegit conseller al Consell Insular de Mallorca com a número 3 de la llista de PSM-IniciativaVerds-Entesa.
A les eleccions generals de 2011 fou el cap de llista de la coalició PSM-IniciativaVerds-Entesa-EQUO al Congrés dels Diputats, obtenint uns 33.000 vots i cap escó. El 2014 és elegit, mitjançant un procés de primàries, cap de llista de MÉS per Mallorca al Consell Insular de Mallorca i a les eleccions del 24 de maig de 2015 resulta reelegit conseller al capdavant del grup de 6 consellers de MÉS. Després de setmanes de negociacions amb PSIB i Podem, el 22 de juny s'arriba a un acord de govern d'esquerres amb Miquel Ensenyat com a President del Consell. Fou elegit President del Consell Insular de Mallorca el 4 de juliol de 2015.
El 2019 concorregué a les eleccions autonòmiques com a cap de llista de Més al parlament i candidat a la presidència del govern. Després de les eleccions, que suposaren un notable empitjorament respecte als resultats assolits per Més als comicis de 2015, Ensenyat va convertir-se en portaveu del grup parlamentari i no va ocupar cap càrrec a l'executiu.
Ensenyat és partidari de garantir els drets civils de les persones LGBTI+, així com de defensar el català i la cultura i el patrimoni mallorquí. Com a homosexual i catòlic, va escriure als bisbes per denunciar els sacerdots que recolzen els candidats de la dreta. Ensenyat ha estat assetjat i amenaçat per la seva orientació sexual.